# Hiệp hội bóng đá Anguilla
Hiệp hội bóng đá Anguilla (tiếng Anh: Anguilla Football Association) là tổ chức quản lý, điều hành các hoạt động bóng đá ở Anguilla.